# Melasina paricropa
Melasina paricropa är en fjärilsart som beskrevs av Edward Meyrick 1907. Melasina paricropa ingår i släktet Melasina och familjen säckspinnare. Inga underarter finns listade i Catalogue of Life.